# Connectés
Pour plus de détails, voir Fiche technique et Distribution.
Connectés est un film français réalisé par Romuald Boulanger, sorti en 2020 sur Prime Video.

## Synopsis
Un samedi soir, en plein confinement, un groupe d'amis se retrouve pour un apéritif en visioconférence. Alors que tout se déroule normalement, l'un des interlocuteurs est agressé en direct par un inconnu. Ses amis assistent à la scène devant leur écran. Ils vont vite découvrir que le mystérieux agresseur les connaît très bien, ainsi que tous leurs secrets.

## Fiche technique
Sauf indication contraire, les informations mentionnées dans cette section peuvent être confirmées par la base de données cinématographiques IMDb,  présente dans la section « Liens externes ».
- Titre original : Connectés
- Réalisation et scénario : Romuald Boulanger
- Photographie : Xavier Castro
- Montage : Pierre-Marie Croquet et Clément Perin
- Musique : n/a
- Production : Romuald Boulanger

Coproducteur : Sylvain Goldberg
- Société de production : R-Lines Productions
- Société de distribution : Amazon Prime
- Pays d'origine :  France
- Langue originale : français
- Format : couleur
- Genre : thriller, comédie
- Durée : 85 minutes
- Date de sortie[2] :
  -  France : 12 novembre 2020 (sur Prime Video)

## Distribution
- Nadia Farès : Julie
- François-Xavier Demaison : Yann
- Stéphane De Groodt : Bruno
- Audrey Fleurot : Sarah
- Pascal Demolon : Nico
- Claudia Tagbo : Fatou
- Michaël Youn : François
- Vanessa Guide : Emmanuelle
- Dorothée Pousséo : Marie
- Franck Dubosc : Marc

## Production

### Tournage
Le tournage démarre en juin 2020 dans les studios de Bry-sur-Marne. Il a également lieu à Paris.